# الجينوم السعودي
مشروع الجينوم السعودي هو مشروع يعمل على تطوير منظومة معلوماتية تفاعلية متكاملة تسهم في الحد من انتشار الأمراض الوراثية والجينية الشائعة في المجتمع السعودي، في سبيل مواجهة الأمراض الوراثية وتطوير سبل الطب الحديث وتأصيل مفهوم الطب الشخصي في المملكة العربية السعودية، إضافة إلى وضع الاستراتيجيات الصحية المستقبلية للوقاية، وإعطاء الأولويات للأبحاث العلمية، وبالذات الأبحاث ذات العلاقة بالعلاج الجيني الذي يُعدُّ ثورة طبية في هذا القرن.
المشروع يدار من قبل مدينة الملك عبدالعزيز للعلوم والتقنية بالشراكة مع وزارة الصحة، ومستشفى الملك فيصل التخصصي ومركز الأبحاث بالرياض، ومستشفى الملك فيصل التخصصي ومركز الأبحاث جدة، ومستشفى الملك فهد التخصصي بالدمام، ومدينة الأمير سلطان بن عبد العزيز للخدمات الإنسانية ومدينة الملك فهد الطبية، ومركز الملك عبدالله العالمي للأبحاث الطبية بالشؤون الصحية للحرس الوطني، ومركز الأبحاث في جامعة حائل، ومركز الأبحاث في جامعة طيبة.

## الجينوم
الجينوم هو المحتوى الوراثي الكامل للكائن الحي. فهو يحتوي على جميع المعلومات الوراثية الضرورية لنمو أي كائن حي واللازمة للقيام بوظائفه الحيوية، سواء أكان إنسانًا أو نباتًا أو حيوانًا أو من الكائنات الدقيقة مثل البكتيريا والفيروسات وغيرها.
يتكوَّن جسم الإنسان من ملايين الخلايا، وتمتلك كل واحدة منها مجموعة كاملة من الجينوم وهو بمثابة القاموس لجسم الإنسان. وهذه المعلومات الوراثية مكتوبة بشفرة كيميائية تُعرف بالحمض النووي الريبوزي منقوص الأكسجين (DNA)، وتحوي كل خلية في جسم الإنسان على المجموعة نفسها من التعليمات الوراثية.
يحتوي الجينوم البشري على 3.2 مليار حرف وحوالي 20 ألف جين (مورثة). وكل فرد يملك جينوماً فريداً خاصاً به. وإذا طبعنا الحروف في الجينوم، فإنها ستملأ كومة من الكتب يصل ارتفاعها إلى 61 متراً. ولو أردنا قراءة حرف واحد كل ثانية لمدة 24 ساعة في اليوم سنحتاج إلى قرن لإنهاء قراءتها.
تتكوَّن الجينات من الحمض النووي الريبوزي منقوص الأكسجين، (DNA) الذي يتكوَّن بدوره من خيوط طويلة ومقترنة من أسس نوكليوتيدية (وحدة أساسية في بناء الحمض النووي)، وهي عبارة عن أربعة أحرف يطلق عليها أدينين (A) وسيتوزين (C) وغوانين (G) وثايمين (T). وتشكِّل الخلايا المترابطة فيما بينها الأنسجة، والأنسجة المترابطة تشكِّل الأعضاء، والأعضاء بمجموعها الكامل تشكِّل الكائن الحي، وكل هذا الفضل يعود للجينوم.
وتحدث الأمراض الوراثية بسبب طفرات في الحمض النووي، تؤدي إلى ترجمة البروتينات بطريقة خاطئة ما يسبب حدوث خلل في البروتين الناتج، وتغيُّر في خصائصه الفيزيائية والكيميائية، وبالتالي التأثير على وظيفة البروتين في الخلية، وإحداث المرض الذي تعتمد شدَّته على مدى أهمية البروتين المصاب ودوره الوظيفي داخل الخلية.

## تاريخ الجينوم البشري
المسودة الأولية لمشروع الجينوم البشري أعلنت في بداية الألفية الجديدة بحضور رئيس الولايات المتحدة الأميركية ورئيس الوزراء البريطاني، حيث تركز الحديث عن الأهمية العلمية للمشروع وفائدته الإنسانية. ويرجع تاريخ بداية الأبحاث المعمقة عن الجينات إلى منتصف الثمانينات من القرن الماضي، حيث اعتمدت الاختبارات الجينية في المختبرات التشخيصية لكن تلك الاختبارات شملت أمراضا محددة تعد على أصابع اليد الواحدة حتى التسعينات من القرن الماضي.
وعد الإعلان عن المسودة النهائية للجينوم البشري في عام 2003 ثورة تقنية ملموسة لتطوير التقنيات الخاصة في كل ما يتعلق بالأبحاث الجينية وتطبيقاتها الطبية وبالأخص في مجال التشخيص الوراثي. وكشفت المسودة النهائية للجينوم البشري أن 23 في المائة فقط من التسلسل الجيني مسؤول عن صنع البروتينات. وعليه فإن معرفة تسلسل الحمض النووي يساعد العلماء في تجميع المعلومات حول هذه المركبات الخلوية البروتينية وكيف يمكنها أن تؤدي دورها داخل الخلية. وبالتالي فإن هذه المعلومات توفر أهمية طبية في التشخيص والعلاج. ومع التطور التقني والعلمي توفر المختبرات الآن أكثر من 12 ألف اختبار جيني معتمد لأكثر من 3500 حالة مرضية وراثية.
تتلخص أهداف هذه الأبحاث في تطوير الاختبارات التشخيصية لتصبح سريعة ودقيقة وذات تكلفة أقل، كمعرفة ما إذا كان لدى الإنسان استعداد وراثي للإصابة بمرض السكري فيتم التدخل مبكرا باستخدام حماية خاصة كإجراء وقائي. وكذلك التعرف على الاستجابة الدوائية وعلاقتها بالموروث الجيني، فعلى سبيل المثال قد تكون استجابة بعض المرضى لجرعة معينة من عقار ما تختلف عن مرضى آخرين بسبب تكوينهم الجيني والعرقي. وأخيرا الانتقال لمرحلة الطب الشخصي والذي يعالج كل حالة بذاتها وليس ضمن تصنيف مرضي مما يزيد من جودة الخدمة الطبية، وكل هذا لا يمكن أن يتحقق من دون الخطوة الأساسية وهي معرفة التركيب الجيني الخاص بكل مجتمع وكل فرد.

## الخلفية
تعاني المملكة العربية السعودية من ارتفاع معدَّل الأمراض الوراثية، مثل العمى الوراثي وأمراض الصمم الوراثي وأمراض التمثيل الغذائي. ومن المعروف أن الأمراض الوراثية هي كغيرها من الأمراض تشكِّل عبئاً ثقيلاً على مستوى الفرد ونظام الرعاية الصحية الوطني على السواء، إذ تُقدَّر التكلفة السنوية لعلاج الأمراض الوراثية في المملكة - حسب الموقع الإلكتروني للبرنامج السعودي للجينوم البشري - حوالي 30 مليار دولار. لذلك، كان لزاماً البحث عن حل جذري للكشف المبكر عنها، والحد من زيادتها، والسعي نحو مجتمع صحي وسليم.

## تاريخ الجينوم السعودي
انطلق المشروع الذي يُعدُّ واحداً من أفضل عشرة مشروعات في علم الجينوم حاليا عام 2013م، ودشَّن مختبره المركزي الأمير محمد بن سلمان في عام 2018م، ليكون واحدا من المشروعات الاستراتيجية الهادفة إلى الارتقاء بمستوى العيش والصحة العامة في المملكة، من خلال مواجهة مستجدات الأمراض الوراثية وتحديد الأساس الجيني لهذه الأمراض باستخدام أحدث التقنيات المعملية والحاسوبية، مما يساعد في استحداث طرق تشخيصية وعلاجية دقيقة وسريعة.
كانت المملكة قد سبقت هذا المشروع. بإنشاء برنامجين للوقاية الوراثية، وهما:
1. برنامج فحص ما قبل الزواج، الذي أُطلق عام 2004م، ويشمل مرضى الأنيميا المنجلية، وأنيميا البحر الأبيض المتوسط (الثلاسيميا)، حيث تم مواجهة ارتفاع هذين المرضين والحد من زيادة حالاتهما.
2. البرنامج الوطني للكشف والتدخل المبكر لأمراض التمثيل الغذائي والغدد عند المواليد، الذي تبناه مركز الأمير سلمان لأبحاث الإعاقة ووزارة الصحة كمعمل وطني مرجعي للفحص المبكر لجميع حديثي الولادة في المملكة، وقد أُطلق في عام 2005م، ويتضمَّن فحص 17 مرضاً وراثياً.

إضافة إلى ذلك، هناك عدد من المشروعات الأخرى، مثل مشروع الفحص الجزيئي للأمراض الوراثية في الأجنة قبل زراعتها في الرحم، ومشروع العلاج بالمورثات لبعض الأمراض الوراثية كالعمى، وبرنامج الكشف عن المسببات الوراثية لظاهرة التوحُّد، ومشروع دراسة العلاقة بين التركيبة الوراثية واختلاف التأثر بأنواع معينة من الأدوية عند مرضى الأوعية الدموية. ولذلك، فإن وجود قاعدة بيانات من الجينوم البشري السعودي تتيح مجالاً أوسع لفحص أمراض وراثية أخرى، الأمر الذي يسهم في التدخل العلاجي المبكر والوقاية منها.
وللتوصل إلى مثل هذه العلاجات الجينية كان لا بد من إنشاء قاعدة بيانات لشريحة كبيرة من سكان المملكة، ليتمكن من خلالها الباحثون من تحديد الأمراض الأكثر شيوعاً في المملكة ومواجهتها.
يُعدُّ تأسيس المختبر المركزي للجينوم البشري السعودي فتحاً طبياً جديداً ومرحلة مهمة

### الجينوم البشري السعودي
لكل شعب محتواه الوراثي الخاص به الذي يميزه عن بقية الشعوب. ويعود سبب هذا التنوُّع لاختلاف البيئات التي يعيشون فيها، وتنوُّع العادات والسلوكيات المجتمعية. ونظراً لأهمية هذه الاختلافات الوراثية بين الشعوب، بدأت مراكز الأبحاث العالمية بالتركيز على إيجاد علاجات وأدوية مخصصة فقط لشعوبها، وذلك باعتمادها على قواعد البيانات الوراثية الخاصة بكل شعب، التي قد لا تعمل بالكفاءة نفسها فيما لو تم استخدامها على الشعوب الأخرى. ومن هنا برزت أهمية قواعد البيانات الوراثية الوطنية.
والحال أن المجتمع السعودي يتصف بارتفاع معدلات زواج الأقارب. فقد جاء في مقالة كتبها الدكتور أحمد الفارس، من جامعة القصيم في «مجلة الكيمياء الحيوية وعلم الوراثة السريرية السعودية» في العدد الأول عام 2019م، أن هذه النسبة تصل إلى %58. ونتيجة لهذا النوع من الزيجات، تكثر الإصابة بالأمراض الوراثية المتنحية النادرة، التي تنتج بسبب أن كِلا الوالدين حاملان للجين الطافر، مما يؤدي إلى توريثه للأبناء بصفة متنحية. وهذا يعني أن أفراداً من الأبناء قد يحملون نسختين من الجين الطافر، واحدة من الأب والأخرى من الأم، مما يسمح بظهور الأمراض الوراثية النادرة.
في أواخر تسعينيات القرن الماضي، بدأ الباحثون في مستشفى الملك فيصل التخصصي ومركز الأبحاث (KFSHRC) بإجراء دراسات واسعة استمرت لسنوات في البحث عن الأمراض الوراثية لدى السعوديين. ولاحظوا ارتفاع نسبة الأمراض المتنحية التي وصلت إلى %84، فيما وصلت نسبة الإصابات غير المتنحية إلى %15 مما يجعلها أقل انتشاراً نسبياً. وهذا ما دعا إلى التفكير في إنشاء قاعدة بيانات وراثية. وتبلورت هذه الجهود في النهاية في شكل برنامج الجينوم البشري السعودي (SHGP)، وهو مشروع وطني لدراسة الأساس الجيني للأمراض الوراثية في المملكة العربية السعودية.
من خلال هذا المشروع، يستطيع العلماء إحداث تطوير في ثلاثة مجالات:
1. تقليل الوقت اللازم للتشخيص.
2. زيادة دقة وكفاءة التشخيص.
3. الاستفادة من هذه المعلومات الوراثية وإضافتها إلى قواعد البيانات، لتصبح مرجعاً شاملاً خاصاً بالمحتوى الوراثي في المجتمع السعودي.

حالياً، يخضع الأزواج في المملكة العربية السعودية لفحص الدم لتحديد ما إذا كانوا حاملين للأمراض الوراثية الشائعة. إلا أنه ومن خلال مشروع الجينوم البشري السعودي، سيكشف الفحص عن آلاف الأمراض، وليس فقط الشائعة منها. لذلك، ستشمل المرحلة المقبلة من مشروع الجينوم البشري السعودي اختبار ما قبل الزواج، لتمكين الأزواج من تحديد الجينات الحاملة للطفرات الجينية التي قد تؤثر على أطفالهم في المستقبل.
معملياً، لم يكن بالإمكان العمل على خرائط الجينوم في فترة وجيزة إلا بعد حدوث ثورة في التقنيات الحيوية المستخدمة في الهندسة الوراثية، وعلى رأسها ما يعرف بتقنية الجيل الجديد لتحديد التتابعات الوراثية التي مكنت الباحثين من اختصار الوقت من شهور إلى مجرد أيام، وقراءة أكثر من ثلاثة مليارات قاعدة نيتروجينية للجينوم الواحد. ويوفر مختبر الجينوم المركزي في مدينة الملك عبد العزيز للعلوم والتقنية خدمات التسلسل الوراثي وخدمات تحليل المعلومات الوراثية المتعلقة بها، إذ إنه يحتوي على تقنيات قادرة على معاينة وقراءة الجينوم والشفرات الوراثية على مختلف المستويات، ومنها الآتي:
- تسلسل الجينوم الكامل (Whole Genome Sequencing): يتم استعمال ثلاثة أجهزة من نوعية إلومينا (Illumina) لقراءة وتحديد الجينوم كاملاً. وهذا الجهاز قادر على قراءة اثنين وثلاثين جينوماً في المرة الواحدة.
- تسلسل الإيكسوم الكامل (Whole Exome Sequencing): في هذا المستوى، تتم قراءة التسلسلات المتعلقة بتحديد الخصائص الوظيفية فقط. ونعني بذلك أن المناطق التي تعمل بشكل أساسي على تشفير البروتينات القائمة بالوظائف الحيوية هي التي يتم استهدافها في هذا النوع من القراءات الجينية. وزيادة على أجهزة الإلومينا المذكورة سابقاً، هناك أيضاً ستة أجهزة من الأيون بروتون (Ion protons) في المختبر المركزي في مدينة الملك عبد العزيز للعلوم والتقنية، وأيضاً أربعة عشر جهازاً آخر موجودة في معامل داعمة مختلفة. ولهذه الأجهزة الطاقة على تحديد الأكسوم لستٍ وتسعين عينة مختلفة عن طريق جهاز واحد من الإلومينا، بالإضافة إلى تحديد اثنين من الأكسوم عن طريق جهاز واحد من أجهزة الأيون بروتون.
- اللوحة الجينية (The Gene Panel): في هذا النمط، يتم تحديد جينات معينة لقراءتها باستخدام ثمانية من أجهزة الأيون، بالإضافة إلى أجهزة الأيون بروتون. وهذا ما يمكّن من قراءة تسع وستين لوحة جينية في الدورة الواحدة.
- تسلسل السانجر (Sanger Sequencing): وهو النمط التقليدي الذي يستخدم لقراءة جزء بسيط من الحمض النووي وليس الجينوم كاملاً. وفي هذا النمط، يتم استخدام جهاز واحد من نوع «سانجر أبا» (Sanger ABI).
- صفائح تغيُّر النوكليوتيدات من شكل واحد (SNP): في هذا النمط يتم تحديد التغيرات النوكليوتيدية. ويستخدم جهازان من نوع الجين تايتان (Gene Titan) لهذا الغرض. وتستخدم المختبرات المتعلقة أحدث الأجهزة الروباتية ذات القدرة على معاينة 300,000 عيِّنة في السنة الواحدة، لتحديد 40,000 متغير نيكلوتايدي.

### مستقبل العلوم الوراثية ودور العلماء السعوديين
من خلال ما نُشر عن نتائج المرحلة الأولى من مشروع الجينوم البشري السعودي، تم تحديد أكثر من 1.7 مليون نيكلوتيدة متعدِّدة التشكل (SNP)، التي يمكن اعتبارها المكوِّن الأساسي للبصمة الوراثية للمجتمع السعودي. وهي نتيجة قراءة الجينوم لـ 48 مواطناً سعودياً من الأصحاء وقت مشاركتهم في المرحلة الأولية للمشروع.
تعمل هذه البصمة الوراثية على تمييز الفروقات الجينية للأفراد، وهي عبارة عن الاختلافات في موقع محدَّد على الجين يحتوي على نكليوتيدة قد تتغير من فرد إلى فرد في السلسلة الجينية، مما يؤدِّي إلى اختلاف القراءات في الموقع نفسه، وبالتالي تكوين سلاسل متغيرة تؤدِّي إلى اختلاف في أنواع البروتينات المصنعة داخل الخلية. قد يكون هذا التغير ممرضاً، ويؤثر على الوظائف الحيوية للخلايا. وقد يكون غير مضر لكنه موجود بطريقة طبيعية.
وفي مجال الأبحاث الطبية، ينفِّذ المركز الوطني للتقنية الحيوية بمدينة الملك عبد العزيز للعلوم والتقنية عدداً من المشروعات الحيوية في مجالات أبحاث المناعة والعلاج المناعي وأبحاث السرطان والخلايا الجذعية. وحرصاً على نقل وتوطين أحدث التقنيات فقد تم بناء شراكات متكافئة مع عدد من المراكز البحثية العالمية المتميزة، يُستفاد منها في المجال الطبي والتشخيصي لكثير من الأمراض الشائعة في المجتمع، مثل أمراض القلب والأوعية الدموية والسكري والسرطان. ويتجاوز المشروع أهدافه العلمية والطبية إلى توفير المعلومات الجينية للمجتمع الطبي للاستفادة منها في تكييف العلاج ليناسب المريض في ما يسمى بالعلاج الشخصي.